# Celso Pitta
Celso Roberto Pitta do Nascimento (Río de Janeiro, 29 de septiembre de 1946 - São Paulo, 20 de noviembre de 2009) fue un economista y político brasileño. Ocupó la alcaldía de São Paulo entre 1997 y el 2001. Es el segundo alcalde de la ciudad de raza negra después de Paulo Lauro que ocupó el cargo entre 1947 y 1948 y el primero en ser elegido por el voto popular.
Graduado en la Universidad Federal Fluminense obtuvo una maestría en la Universidad de Leeds (Inglaterra) y un curso de administración avanzada en la Universidad de Harvard.
Ahijado político de Paulo Maluf (con quien más tarde rompería), fue elegido en segunda vuelta, derrotando a la candidata del PT Luiza Erundina. La victoria de Pitta se debió principalmente al apoyo de personas muy importantes que tenían un gran carisma popular. Sus propuestas se referían principalmente a proyectos de transporte, como la fura-fila' (más tarde llamada Paulistão' y Expresso Tiradentes), que se completó parcialmente diez años después con un coste total de 1.200 billones de reales.
El mandato de Pitta estuvo marcado por la corrupción, con denuncias que estallaron en marzo de 1999, relatadas principalmente por su ex mujer, Nicéia Pitta, que venía recibiendo amenazas de muerte. Las acusaciones implicaban a concejales, subsecretarios y secretarios en el escándalo conocido como la "Mafia de los Sobornos" - entre las denuncias estaba también el "escándalo del pago de deuda pública. Estas acusaciones llevaron a la apertura de una Comisión Parlamentaria de Investigación (CPI) en la Cámara Municipal de São Paulo, cuya investigación fue interrumpida por decisión plenaria pero que condujo a la destitución de dos concejales. A raíz de este escándalo, se solicitó la apertura de un proceso de destitución contra el alcalde, pero fue rechazado por los concejales.Pitta fue objeto de la primera petición en línea de Brasil. En abril de 1999, el Movimiento Ação para a Cidadania inició una petición pidiendo su destitución.
En marzo de 2000, la sección paulista de la Orden de Abogados del Brasil (OAB-SP) volvió a presentar una solicitud a la Cámara Municipal para abrir un proceso de destitución, basado en 11 acusaciones. En julio de 2000, el pedido fue rechazado por la mayoría de los concejales. En mayo del 2000, el Tribunal de Justiça de São Paulo ordenó la destitución de Celso Pitta por gastos irregulares en publicidad, en una denúncia presentada por el Ministerio Público del Estado de São Paulo. Durante 18 días, el entonces teniente de alcalde Régis de Oliveira asumió la alcaldía. Pitta interpuso entonces un recurso ante el Tribunal Superior de Justicia y recuperó su mandato.
Debido a las medidas adoptadas durante su mandato como alcalde y como secretario de finanzas del entonces alcalde Paulo Maluf, Pitta fue demandado en trece acciones civiles públicas que lo acusaban de ilegalidades. El valor de las denuncias ascendía a 3.800 millones de reales, equivalente a casi la mitad del presupuesto municipal de la época. Durante su gobierno, la deuda de São Paulo pasó de 8.600 millones de reales en 1997 a 18.100 millones.
Debido a las acusaciones, Pitta no se presentó a la reelección en 2000, ya que la mayoría de los paulistas rechazaban su gestión. Cuando dejó el cargo, en enero de 2001, una encuesta reveló que el 83% de los paulistas consideraba su gestión mala o pésima, uno de los índices más altos de todos los exalcaldes que han dejado el cargo.
Pitta murió el 20 de noviembre del 2009, a los 63 años, víctima de un cáncer colorrectal. Estaba internado en el Hospital Sírio-Libanés y había sido sometido a una operación.